# چیما دل سرایو
چیما دل سرایو (به لاتین: Cima del Serraglio) یک کوه در سوئیس است که در کانتون گراوبوندن واقع شده‌است. چیما دل سرایو ۲٬۶۸۵ متر بالاتر از سطح دریا واقع شده‌است.